# Gerd von Scheven
Gerd von Scheven (* 18. Oktober 1927 in Hof (Saale); † 26. September 2013 in Rheinbach) war ein deutscher Volkswirt und Ministerialbeamter. Er war mit der Finanzierung der Deutschen Wiedervereinigung befasst.

## Leben
Als Sohn eines Kaufmanns wuchs von Scheven in Marktredwitz auf. Im Zweiten Weltkrieg wurde er 1943/44 als Luftwaffenhelfer vorwiegend im Raum Nürnberg/Fürth eingesetzt. Er leistete den Reichsarbeitsdienst und wurde im Dezember 1944 zu einer Flak-Ausbildungseinheit der Luftwaffe (Wehrmacht) einberufen. In den letzten Kriegswochen 1945 war er als Kanonier in einer Luftwaffen-Kampfgruppe westlich der Elbe eingesetzt. So geriet er nicht in sowjetische, sondern am 23. April 1945 in amerikanische, später in britische Kriegsgefangenschaft. Im September 1945 zu seinen Eltern nach Marktredwitz entlassen, bestand er 1947 an der Oberrealschule Marktredwitz das Abitur. An der Friedrich-Alexander-Universität Erlangen immatrikulierte er sich für Rechtswissenschaft und Volkswirtschaftslehre. Im 5. Semester wurde er am 20. Juli 1950 im Corps Lusatia Leipzig aktiv, das damals noch in Erlangen war. Im Mai 1955 bestand er die Prüfung als Diplom-Volkswirt.
1955 trat er in die Bayerische Hypotheken- und Wechsel-Bank in Nürnberg ein. 1957 war er zwei Jahre bei einem  Steuerberater (heute Dorn + Heisius) in Amberg tätig. Ab 1959 war er bei der Deutschen Allgemeinen Treuhand AG in Frankfurt am Main. Am 1. September 1966 wechselte er als Seiteneinsteiger ins Bundesfinanzministerium. Als Referatsleiter Kreditaufnahme sorgte er dafür, dass Lücken des Bundeshaushalts durch auf dem Finanzmarkt möglichst günstig beschaffte Gelder geschlossen wurden. Die nach der Wiedervereinigung gestiegene Schuldenlast des Bundes meisterte er „mit Verhandlungsgeschick und unkonventionellen Methoden“, durch die er selbst „ausgekochte Finanzprofis beeindruckte“. Unter dem Titel „Finanzier der Einheit“ schilderte das Manager Magazin ausführlich Schevens Tätigkeit. In einem Bericht über den „obersten Geldeinkäufer der Bundesregierung“ zitierte der Stern einen Frankfurter Bankmanager: „Die Bonner Schuldenbeamten sind neue Wege gegangen und haben einen guten Job gemacht.“  Als Ministerialrat trat v. Scheven 1992 in den Ruhestand, den er zurückgezogen in Rheinbach verlebte.
Verheiratet war v. Scheven mit Gisela geb. Schreckenschläger, die schon 1956 starb. 1968 heiratete er Edith geb. Hannemann. Der ersten Ehe entstammen ein (verstorbener) Sohn und eine Tochter. Die zwei Töchter aus der zweiten Ehe bescherten ihm jeweils zwei Enkelkinder. Er starb kurz vor seinem 86. Geburtstag. Die Trauerfeier und die Urnenbeisetzung erfolgten am 26. Oktober 2013 auf dem Waldfriedhof Rheinbach.